# Génesis (película de 1999)
Génesis (en francés: La genèse) es una película dramática franco-maliense de 1999 dirigida por Cheick Oumar Sissoko. Cubre los capítulos 23 al 37 del libro bíblico del Génesis, con solo actores africanos.  Se proyectó en la sección Un Certain Regard del Festival de Cine de Cannes de 1999.

## Sinopsis
La película muestra el desarrollo de tres historias. Primero, está el odio de Esaú hacia su hermano menor Jacob por tomar su primogenitura. También está el secuestro y violación de su hermana Dina por un cananeo. El cananeo se enamora de Dina y se ofrece a hacer las paces. Jacob exige que todos los varones de su tribu se sometan a la circuncisión, algo que los cananeos aceptan de mala gana. Sin embargo, mientras aún se están recuperando de la operación, son atacados y asesinados. Finalmente, Jacob cree que su hijo favorito, José, está muerto, pero luego se entera de que está vivo en Egipto. Jacob y Esaú resuelven sus diferencias y todos parten hacia Egipto.

## Elenco
- Sotigui Kouyaté como Jacob
- Salif Keita como Esaú
- Balla Moussa Keita como Hamor
- Fatoumata Diawara como Dina
- Maimouna Hélène Diarra como Lea
- Balla Habib Dembélé como (como Habibou Dembele)
- Magma Coulibaly
- Oumar Namory Keita

## Recepción
Stephen Holden de The New York Times la calificó como una "meditación alegórica confusa sobre los conflictos tribales en la región". La película "realmente no va a ninguna parte, y sus historias más poderosas se cuentan en lugar de dramatizarse". Sin embargo, elogió su cinematografía "majestuosamente pintoresca". 
Kevin Hagopian, profesor titular de estudios de medios de la Universidad Estatal de Pensilvania, expresó su desacuerdo y calificó de "obra maestra del movimiento del cine diaspórico moderno" a la película.